# Douglas Lloyd Campbell
Douglas Lloyd Campbell (né le 27 mai 1895 à Portage la Prairie et décédé le 23 avril 1995 à Winnipeg) était un homme politique canadien. Il a été député de Lakeside à l'Assemblée législative du Manitoba pendant 47 ans et a été premier ministre du Manitoba de 1948 à 1958.